# فيلي تايلور (لاعب كرة قدم أمريكية)
فيلي تايلور (بالإنجليزية: Willie Taylor)‏ هو لاعب كرة قدم أمريكية أمريكي، ولد في 9 ديسمبر 1955 في مونتكلير ‏ في الولايات المتحدة.

## وصلات خارجية
- فيلي تايلور على موقع مرجع كرة القدم المحترفة.كوم (الإنجليزية)